# Bacuri

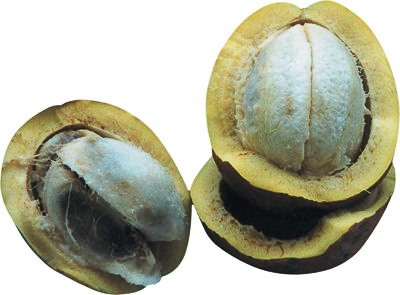
Bacuri

El bacuri és una de les fruites més populars de la Regió Nord del Brasil i dels estats veïns de la Regió Amazònica, i és abundant en el bioma del Cerrado i en algunes zones de la Mata dos cocais del Maranhão, Piauí i Pará, més específic en l'àrea de Salinas. (Fins i tot és un dels símbols de la ciutat de Teresina).
La fruita fa prop de 10 cm i té una corfa dura i resinosa, amb polpa blanca, d'aroma agradable i sabor intens.
El bacuri és el fruit de Platonia insignis, amb dues espècies conegudes:
- Scheelea phalerata, Arecaceae, també anomenada acuri, aricuri o ouricuru.
- Platonia insignis, Clusiaceae, també anomenada landirana. Aquest fruit es fa servir en l'elaboració de dolços i sorbets; la polpa i el seu làtex té ús medicinal. És un fruit de color verd, del tipus baga, globós.
- Ric en vitamines B1 i B3.

## Oli i mantega de bacuri
Les aplicacions fitoterapèutiques d'aquest oli són es difonen com un remei eficaç contra picades d'aranyes i cobres, i en el tractament de problemes de la pell i contra el dolor d'oïda, a més de ser considerat un remei contra el reumatisme i l'artritis.
La mantega de bacuri dona un to daurat a la pell; quan s'absorbeix, la pell adquireix un toc vellutat, a més de llevar taques i disminuir cicatrius.

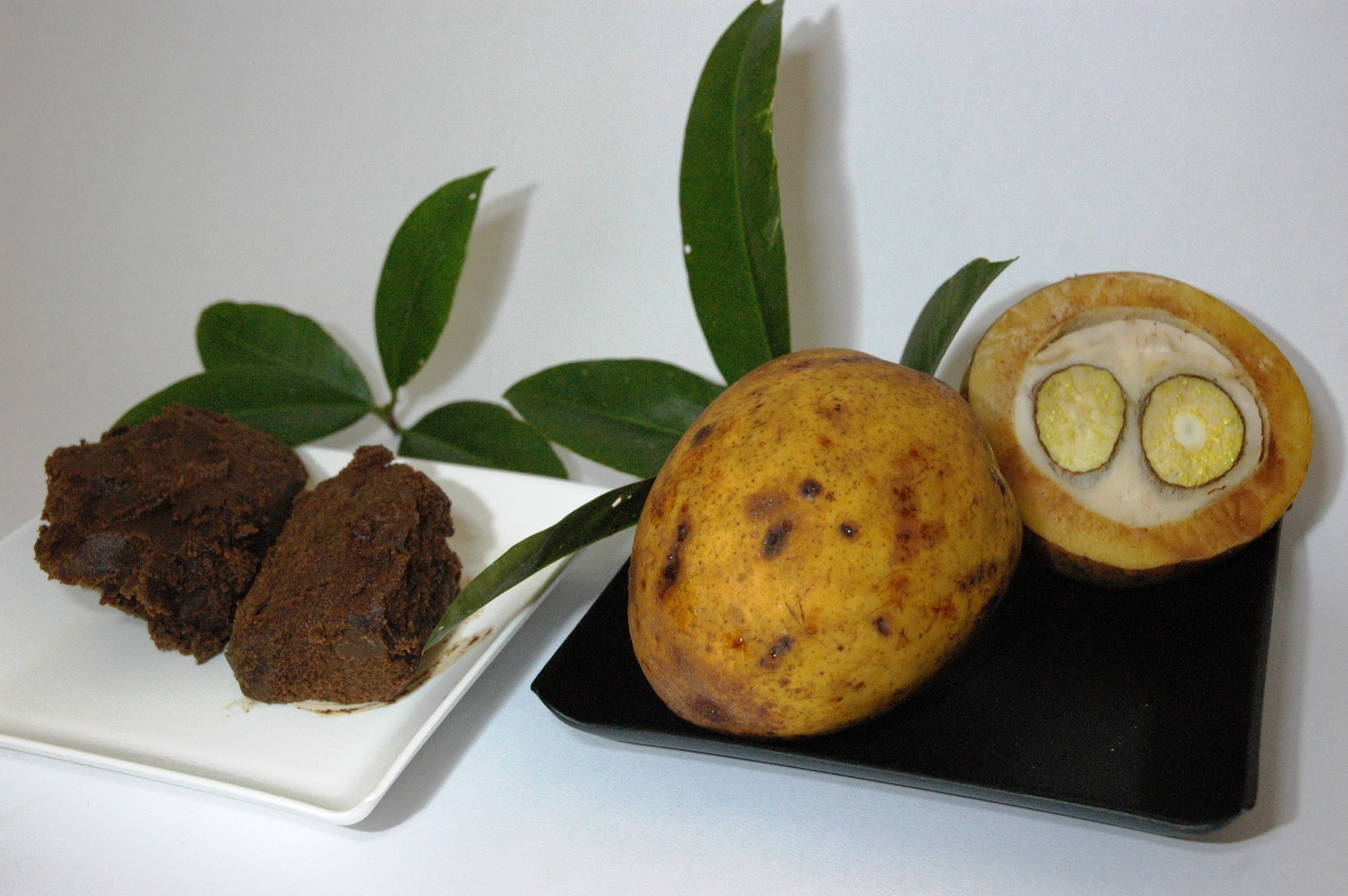
Mantega de bacuri

| Dades fisicoquímiques de l'oli de bacuri | [ 4 ]        |
| ---------------------------------------- | ------------ |
| Densitat específica                      | 0,896(40 °C) |
| Índex de refracció (40 °C)               | 1,4570       |
| Índex de sabonificació                   | 205,1000     |
| Índex de iode                            | 47,0000      |

| Composició àcids grassos de l'oli de bacuri | [ 5 ]    |
| ------------------------------------------- | -------- |
| Àcid palmític                               | el 44,2% |
| Palmitoleic                                 | el 13,2% |
| Esteàric                                    | el 2,3%  |
| Oleic                                       | el 37,8% |
| Linoleic                                    | el 2,5%  |